# Gottschalk von Minden
Gottschalk († 15. Dezember 1112) war von 1097 bis 1112 Bischof von Minden.

## Leben
Gottschalk war einer der Mindener Bischöfe der gegen einen Gegenbischof regieren musste. Der Zwist um die Nachfolge von Bischof Egilbert (auch „Mindener Bischofsschisma“ genannt) ist wohl auf den Investiturstreit zwischen Kaiser und Papst zurückzuführen. Erst 1120 endet mit der Weihe von Sigward die Zeit der Gegenbischöfe in Minden. Gottschalks Gegenbischof war Widelo von Minden, der etwa zeitgleich mit ihm 1097 zum Bischof bestellt wurde. Gottschalk war der Bischof der Gregorianer. Aus päpstlicher Sicht war Gottschalk der einzige legitime Nachfolger für den legitimen Bischof Ulrich, der 1097 starb. Gottschalk konnte aber zunächst keinen Besitz vom Stift Minden ergreifen. Widelo musste 1105 zunächst resignieren und von da an herrschte Gottschalk bis zu seinem Tod 1112 über das Bistum und Hochstift. Nach seinem Tod wurde Widelo allseits akzeptierter Nachfolger von Gottschalk.